# طانسية ريشية
طانسية ريشية (الاسم العلمي:Tanacetopsis setacea) هي نوع من النباتات تتبع جنس الطانسية من الفصيلة النجمية.